# Hjortstamia perplexa
Hjortstamia perplexa är en svampart som först beskrevs av D.A. Reid, och fick sitt nu gällande namn av Boidin & Gilles 2003. Hjortstamia perplexa ingår i släktet Hjortstamia och familjen Phanerochaetaceae.   Inga underarter finns listade i Catalogue of Life.